# Alliansen för nationernas Europa
Alliansen för nationernas Europa (engelska: Alliance for Europe of the Nations, AEN) var ett nationalkonservativt europeiskt parti, grundat den 25 juni 2002. Partiet hade fram till Europaparlamentsvalet 2009 en egen partigrupp, Unionen för nationernas Europa (UEN). Efter Europaparlamentsvalet splittrades UEN i två grupper, Gruppen Europeiska konservativa och reformister (ECR) och Gruppen Frihet och demokrati i Europa (EFD). I samband med splittringen upphörde även AEN att existera. I oktober 2009 bildades Alliansen europeiska konservativa och reformister (AECN), där vissa av AEN:s medlemspartier ingår.
AEN var nationalistiskt och skeptiskt till europeisk integration. En vanlig inställning bland dess medlemspartier var att EU skulle existera, men endast i form av ett mellanstatligt samarbete, där inget land skulle kunna tvingas tillämpa beslut som det inte själv ville. Partiet motsatte sig således ytterligare maktöverföring från medlemsstaterna till EU och propagerade bland annat mot Lissabonfördraget.
Likt EUDemokraterna (EUD) var AEN inte lika etablerat som till exempel de stora europeiska partierna, såsom Europeiska folkpartiet (EPP) och Europeiska socialdemokratiska partiet (PES). AEN saknade till exempel ungdomsförbund och en internationell affiliation.

## Historia

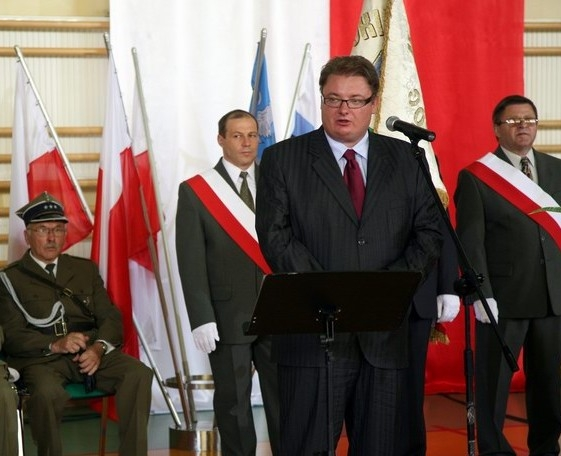
Michał Kamiński är partiledare för AEN och även gruppledare för ECR.

Alliansen för nationernas Europa bildades 2002 av irländska Fianna Fáil samt de konservativa partierna Demokratiska medborgarpartiet från Tjeckien, Centro Democrático e Social – Partido Popular från Portugal, Likud från Israel, Nationella alliansen från Italien och Folklig ortodox samling från Grekland. I Europaparlamentet samarbetade dessa partier genom Gruppen Unionen för nationernas Europa (UEN). Under 2009 påbörjades dock en successiv nedgång för partiet. Samtliga av dess grundande medlemspartier lämnade av olika anledningar AEN. Fianna Fáil anslöt sig till exempel till Europeiska liberala, demokratiska och reformistiska partiet (ELDR), medan Nationella alliansen gick samman med Forza Italia för att bilda ett nytt parti, Frihetens folk, som blev medlem i Europeiska folkpartiet (EPP).
Efter Europaparlamentsvalet 2009 fanns därför endast några få medlemspartier kvar i organisationen. Partierna splittrades mellan Gruppen Europeiska konservativa och reformister (ECR) och dess konkurrent Gruppen Frihet och demokrati i Europa (EFD). Lag och rättvisa, som var det största partiet inom AEN, ingick i ECR och det nya partiet Alliansen europeiska konservativa och reformister (AECR).

## Ideologi och politik
Alliansen för nationernas Europa bestod av nationalkonservativa partier, som intog en skeptisk hållning gentemot överstatlighet och ytterligare maktöverföring från medlemsstaterna till unionen. Partiet ville istället se ett samarbete som enbart var mellanstatligt. Inom ekonomiska frågor tog partiet ställning för marknadsliberalism och frihandel. På det sociala planet var det dock mer konservativt, och dess medlemspartier hade en konservativ syn på exempelvis abort och homosexualitet.
Fianna Fáil, som var medlem i partiet fram till strax innan Europaparlamentsvalet 2009, skiljde sig kraftigt från de andra partierna i de sociala frågorna och i frågor som rörde EU:s konstitutionella basis. Exempelvis var Fianna Fáil ett av de partier som förespråkade ett ja till Lissabonfördraget vid folkomröstningen i Irland 2008. Samtidigt hade Fianna Fáil varit, jämte Lag och rättvisa, det mest inflytelserika partiet med en post i Europeiska rådet och en i Europeiska kommissionen. Sedan Fianna Fáil lämnade Alliansen för nationernas Europa, blev AEN följaktligen ett renodlat högerparti. AEN hade dock redan tappat sitt inflytande i Europeiska rådet och Europeiska kommissionen till följd av att Fianna Fáil lämnade partiet och att Lag och rättvisa förlorade valet i Polen 2007.

## Struktur

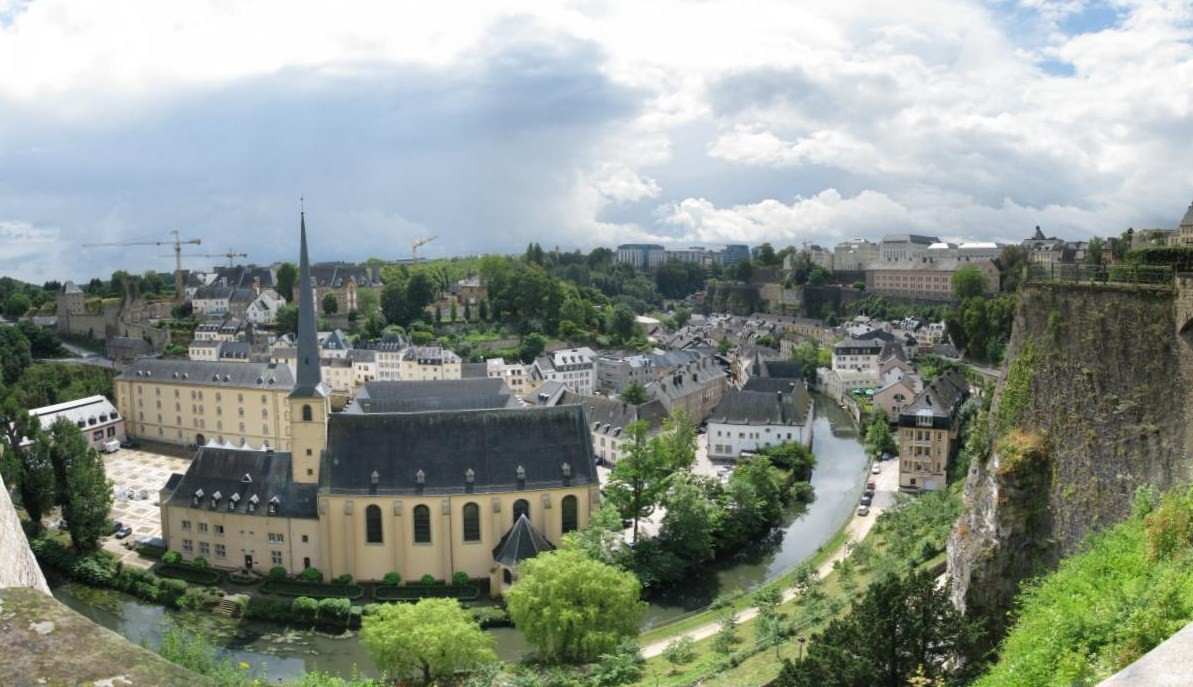
Partiet är registrerat som en ideell förening i Luxemburg.

AEN:s högsta beslutande organ var dess kongress. Kongressen bestod av representanter för medlemspartierna och Europaparlamentarikerna. Tillsammans beslutade de över de viktigaste frågorna för partiet, exempelvis det politiska programmet. En konferens bestående av alla ledare för medlemspartierna valde ett presidium, inklusive en ordförande och flera vice ordförande.
Därutöver fanns det ett råd, där bland annat partiledaren ingick. Rådet ansvarade för arbetet mellan kongressens sammanträden. I rådet ingick även kongressens ordförande. Till sin hjälp hade rådet ett sekretariat. Sekretariatets uppgift var att se till så att det dagliga arbetet flöt på bra och att administrationen fungerade som den skulle.
Till skillnad från de flesta andra europeiska partier, som är registrerade i Belgien, är Alliansen för nationernas Europa registrerat i Luxemburg.